# Hélène d'Orléans (1934)
Pour les articles homonymes, voir Hélène d'Orléans.
Hélène d’Orléans, de son nom de naissance Hélène Astrid Marie Léopoldine d’Orléans, par son mariage comtesse de Limburg Stirum, est née le 17 septembre 1934 au manoir d’Anjou, à Woluwe-Saint-Pierre, dans la région de Bruxelles-Capitale, en Belgique. Elle est membre de la maison capétienne d’Orléans.

## Biographie

### Famille
Hélène est la troisième des onze enfants d'Henri d'Orléans (1908-1999), comte de Paris et prétendant orléaniste au trône de France, et de son épouse, Isabelle d'Orléans-Bragance (1911-2003), princesse d'Orléans-Bragance. Elle naît en 1934 en Belgique où ses parents résident en vertu de la loi d'exil de 1886. Le 14 octobre 1934, Hélène est baptisée par Raoul Harscouët, évêque de Chartres, au manoir d'Anjou à Woluwe-Saint-Pierre, dans la région de Bruxelles-Capitale. Ses parrain et marraine sont le roi et la reine des Belges, Léopold III et Astrid.

### Mariage et descendance

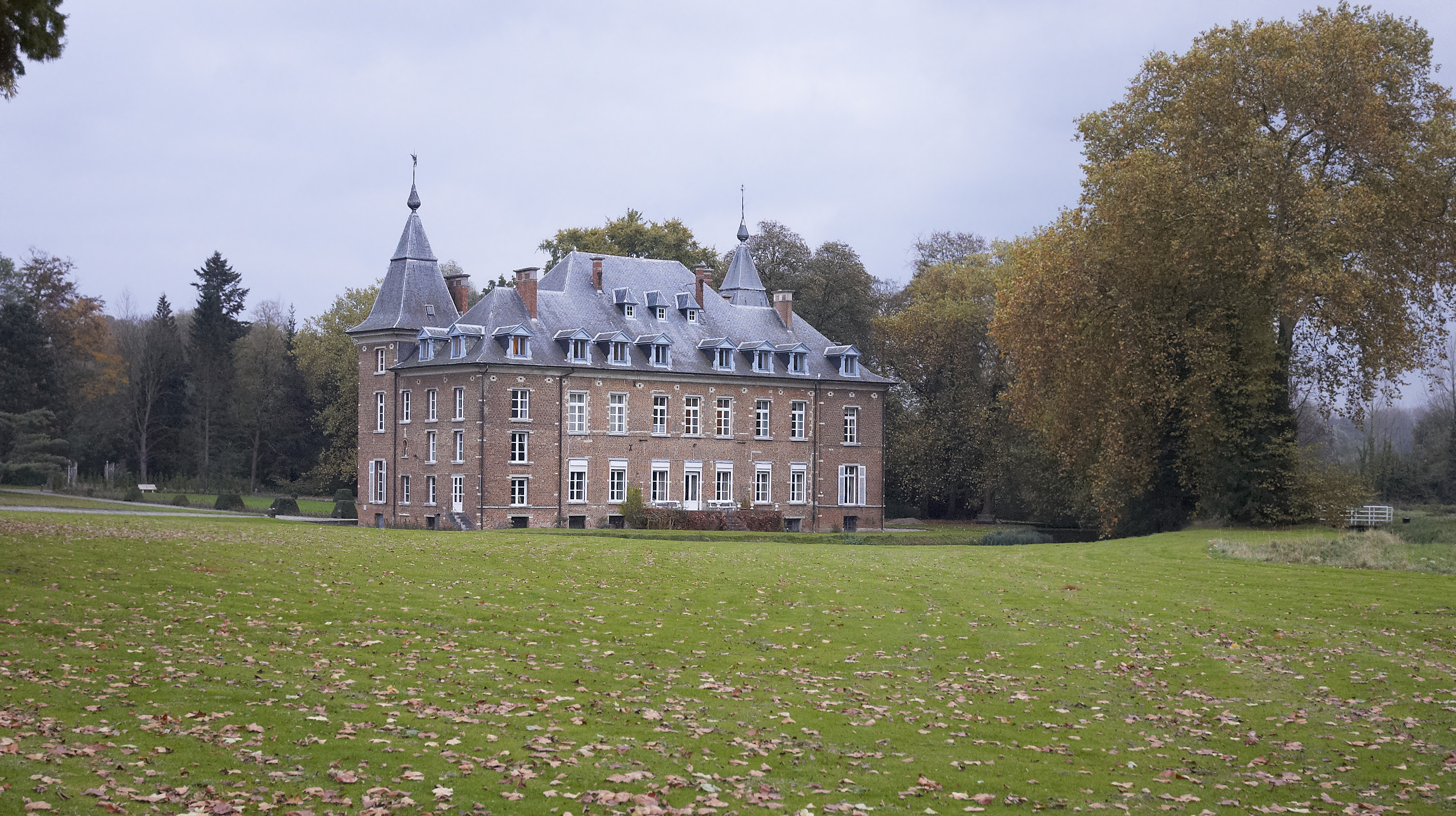
Le château d'Huldenberg, propriété des Limburg Stirum.

Première des enfants du comte de Paris à se marier, Hélène épouse, civilement le 16 janvier 1957 à Louveciennes et religieusement le lendemain à la chapelle royale de Dreux, un aristocrate belge, Évrard de Limburg Stirum, né à Huldenberg, dans le Brabant flamand, le 31 octobre 1927. 
Le couple s'installe jusqu'en 1959 en Rhodésie du Sud où Evrard exerce la profession de planteur au domaine de Rudolphia Farm, près de Salisbury. Les problèmes dans ce pays forcent cependant Hélène et son mari à revenir rapidement en Europe. En 1961, le couple et ses quatre enfants s'établissent à Huldenberg, commune belge dont Évrard est le bourgmestre. Ils résident d'abord dans le château familial, puis dans une maison neuve bâtie sur le domaine familial.  
De cette union sont nés quatre enfants :
1. Catherine Isabelle Marie Françoise Xavière de Limburg Stirum (née le 21 octobre 1957 à Salisbury, en Rhodésie du Sud), épouse en 1988 Ortiz-Armando Galrao (divorcés en 1994), dont :
  1. Céleste Galrao  (née en 1988), épouse en 2017 Michael Marley Marotta
  2. Orian Galrao  (né en 1993)
2. Thierry Henri François Xavier Christian de Limburg Stirum (né le 24 juillet 1959 à Lisbonne), épouse en 1990 Katia della Faille de Leverghem, dont :
  1. Gloria de Limburg Stirum (née en 1993)
  2. Angélique de Limburg Stirum (née en 1995)
3. Louis de Limburg Stirum (né le 10 juin 1962 à Etterbeek, en Belgique), épouse en 1996 Belén López Montero, dont :
  1. Jean-Thierry de Limburg Stirum (né en 1999)
  2. Inès de Limburg Stirum (née en 2000)
4. Bruno de Limburg Stirum (né le 20 février 1966 à Sallanches, en Haute-Savoie), épouse en 1995 Christine de Lannoy, dont :
  1. Gaspard de Limburg Stirum (né en 1996)
  2. Félix de Limburg Stirum (né en 1998)
  3. Achille de Limburg Stirum (né en 2001)
  4. Rose de Limburg Stirum (née en 2003)

### Activités
Douée pour les arts, après ses études secondaires, Hélène d'Orléans suit les cours de l'école du Louvre. À l'instar de plusieurs membres de sa famille et de ses enfants Catherine, Thierry et Louis, Hélène d'Orléans s'adonne à la peinture et expose parfois ses œuvres en France. D'autre part, Hélène a été, de 1999 à 2009, la marraine du 7e bataillon de chasseurs alpins où son défunt frère François d'Orléans a servi.
Hélène d'Orléans devient veuve lorsque son mari, Évrard de Limburg Stirum, meurt à Anderlecht le 5 mars 2001.

## Titulature et honneurs

### Titulature
Les titres portés actuellement par les membres de la maison d’Orléans n’ont pas d’existence juridique en France et sont considérés comme des titres de courtoisie. Ils sont attribués par le chef de maison.
- 17 juillet 1934 – 16 janvier 1957 : Son Altesse Royale la princesse Hélène d'Orléans (naissance) ;
- 16 janvier 1957 – 5 mars 2001 : comtesse Evrard de Limburg Stirum (mariage) ;
- Depuis le 5 mars 2001 : la comtesse de Limburg Stirum (veuvage).

### Honneurs
- Dame d'honneur et dévotion de l'ordre souverain de Malte (16 décembre 1977)[7]